# Рамзаев, Павел Васильевич
Павел Васильевич Рамзаев (2 июля 1929, Шатковский район, Нижегородская область — 6 декабря 2002, Санкт-Петербург) — советский и российский ученый-гигиенист, специалист в области радиационной гигиены.

## Биография
Родился 2 июля 1929 года в с. Шарапово Нижегородской области.
В 1952 году окончил Саратовский медицинский институт.
После окончания вуза прошел обучение в адъюнктуре на кафедре общей и военной гигиены ВМА имени С. М. Кирова и в 1956 году защитил кандидатскую диссертацию по исследованию теплового состояния человека, до 1960 года - военная служба.
С 1960 по 2002 годы работал в Ленинградском НИИ радиационной гигиены, директор (с 1970 по 2002 годы), который впоследствии был назван его именем.
Умер 6 декабря 2002 года в Санкт-Петербурге.

## Научная деятельность
Специалист в области радиационной гигиены.
Основные направления исследований:
- общие вопросы теории и практики радиационной гигиены как науки;
- вопросы радиационной безопасности населения, проживающего в местах расположения атомных реакторов;
- гигиеническая оценка последствий испытаний ядерного оружия в районах Крайнего Севера;
- изыскание средств и методов профилактики при внутреннем облучении цезием-137, стронцием-90; свинцом-210;
- теория и практика гигиенического нормирования радиационного фактора.

Под его руководством защищено более 20 кандидатских и докторских диссертаций.

## Награды
- Государственная премия СССР в области науки и техники (а составе группы, за 1981 год) — за цикл работ по обеспечению радиационной безопасности при использовании источников ионизирующих излучений в народном хозяйстве
- Орден «Знак Почета» (1976)
- Орден Трудового Красного Знамени (1986) - за участие в ликвидации последствий аварии на ЧАЭС
- Заслуженный деятель науки Российской Федерации (10 июня 1992) - за заслуги в развитии медицинской науки и подготовке научных кадров[4]